# Цабелевка
Цабелевка (каз. Цабелев) — село в Фёдоровском районе Костанайской области Казахстана. Входит в состав Банновского сельского округа. Код КАТО — 396835300.
К северу находится озеро Токтас.

## Население
В 1999 году население села составляло 466 человек (234 мужчины и 232 женщины). По данным переписи 2009 года, в селе проживало 370 человек (177 мужчин и 193 женщины). По данным переписи 2021 года, в селе проживало 214 человек (106 мужчин и 108 женщин).

## Известные жители и уроженцы
- Алексей Иванович Чижов (1914—1966) — Герой Социалистического Труда[4].